# Lijst van musea in Frankrijk
Hieronder volgt een lijst van musea in Frankrijk:
(gesorteerd op vestigingsplaats)

## Aix-en-Provence
- Fondation Vasarely

## Ajaccio
- Musée Fesch

## Albi
- Musée Toulouse-Lautrec

## Alençon
- Musée des Beaux-Arts et de la Dentelle d'Alençon

## Angers
- Musée des Beaux Arts d'Angers

## Angoulême
- Cité internationale de la bande dessinée et de l'image
- Musée d'Angoulême

## Biot
- Musée National Fernand Leger

## Bordeaux
- Capc Musée d'Art Contemporain
- Musée des Arts Decoratifs
- Musée des Beaux-Arts de Bordeaux
- Musée Goupil

## Boulogne-sur-Mer
- Kasteel-museum

## Bouxwiller
- Musée du Pays de Hanau
- Musée judéo-alsacien de Bouxwiller

## Caen
- Musée des Beaux-Arts de Caen

## Cagnes-sur-Mer
- Renoir Museum

## Calais
- Musée des Beaux-Arts et de la Dentelle

## Cambrai
- Musée de Cambrai

## Carnac
- Musée de Préhistoire

## Céret
- Céret Museum of Modern Art

## Cendrieux
- Musée Napoléon (Cendrieux)

## Chalon-sur-Saône
- Musée Nicéphore Niépce

## Charleville-Mézières
- Musée Arthur Rimbaud

## Château d'Écouen
- Musée national de la Renaissance

## Clamart
- Centre d'Arts Plastiques Albert Chanot

## Colmar
- Musée d'Unterlinden
- Musée Bartholdi

## Dieppe
- Le Château-Musée de Dieppe

## Dijon
- Fonds Regional d'Art Contemporain (FRAC) Bourgogne
- Musée des beaux-arts de Dijon
- Musée Magnin

## Douai
- Museum van Douai (Musée de Douai)

## Eymoutiers
- Espace Paul Rebeyrolle

## Giverny
- Musée d'Art Americain Giverny

## Grasse
- Jean-Honore Fragonard Museum-Villa
- Museum of Provencal Art and History

## Grenoble
- Musée dauphinois
- Musée de Grenoble
- Le Magasin - Centre National d'Art Contemporain de Grenoble
- Museum van de Franse Revolutie (Vizille)

## Helfaut
- La Coupole

## La Rochelle
- Musée des Beaux-Arts de La Rochelle

## Laon
- Musée d'art et d'archéologie

## Le Cateau-Cambrésis
- Musée Matisse

## Lens
- Louvre-Lens

## Les Andelys
- Musée Nicolas Poussin

## Les Eyzies de Tayac
- Musée National de Préhistoire

## Limoges
- Musée National de la Porcelaine A. Dubouché

## Lyon
- Musée d'Art Contemporain Lyon
- Musée des Beaux-Arts de Lyon

## Marseille
- Musée des Civilisations de l'Europe et de la Méditerranée
- Musée Cantini

## Metz
- Centre Pompidou-Metz

## Montauban
- Musée Ingres Bourdelle

## Montreuil-sous-Bois
- Art Brut Connaissance + Diffusion

## Montsoreau
- Kasteel van Montsoreau-Museum voor Hedendaagse Kunst

## Murol
- Musée de Murol

## Nancy
- Musée des Beaux-Arts de Nancy

## Nice
- Musée Matisse
- Musée d'Art Moderne et d'Art Contemporain (Nice)
- Musée des Arts Asiatiques
- Musée des Beaux-Arts Jules Chéret
- Musée National Message Biblique Marc Chagall
- Villa Arson Centre d'Art
- Paleis Lascaris, museum van oude muziekinstrumenten

## Nîmes
- Carré d'Art - Musée d'Art Contemporain, museum van moderne kunst
- Musée des Beaux-Arts de Nîmes
- Musée du Vieux Nîmes, over het leven in Nîmes vanaf het einde van de Middeleeuwen
- Musée des Cultures Taurines
- Archeologisch Museum
- Natuurhistorisch Museum Chapelle des Jésuites
- Museum van Schone Kunsten
- Planetarium

## Orléans
- Musée des Beaux-Arts d'Orléans

## Ornans
- Musée Courbet

## Parijs

### Grootste en bekendste musea
- Louvre
- Musée d'Orsay
- Centre Pompidou
- Musée du quai Branly

### Musea met moderne kunst
- Cité des sciences et de l'industrie
- Musée des arts et métiers
- Musée d'Art Moderne de la Ville de Paris
- Musée Picasso
- Musée Rodin
- Musée Zadkine

### Musea in bekende gebouwen
In bekende gebouwen in Parijs zijn ook musea gevestigd zoals in:
- Conciergerie
- Arc de Triomphe
- Grand Palais
- Musée de l'Armée- (legermuseum) bij Les Invalides
- Musée de Cluny
- Palais de Chaillot

## Pyrénées-Orientales
- Muziekinstrumentenmuseum van Céret

## Pau
- Musée des Beaux-Arts de Pau

## La Planche
- Musée de la chanson française

## Quimper
- Musée des Beaux-Arts de Quimper

## Rennes
- Musée des Beaux-Arts de Rennes

## Rijsel
- Musée d'Art Moderne
- Museum voor Schone Kunsten

## Roubaix
- Espace Croise Centre d'Art Contemporain

## Rouen
- Musée de la Ville de Rouen
- Musée maritime fluvial et portuaire de Rouen

## Saint-Paul-de-Vence
- Maeght Musée > Fondation Maeght

## Saint-Frajou
- Musée de Peinture de Saint-Frajou

## Sannois
- Maurice Utrillo Museum

## Straatsburg
- Musée d'art moderne et contemporain of Strasbourg
- Straatsburgs Museum

## Toulouse
- Fondation Bemberg Museum
- Les Abattoirs
- Musée des Augustins
- Cité de l'espace

## Valence
- Musée de Valence

## Valenciennes
- Musée des Beaux-Arts de Valenciennes

## Vallauris
- Musée Picasso de Vallauris

## Vernon
- Musée de Vernon

## Versailles
- Kasteel van Versailles

## Vic-sur-Seille
- Musée Departemental Georges de la Tour

## Vif
- Musée Champollion

## Villefranche-sur-Saône
- Musée Paul Dini

## Wingen-sur-Moder
- Musée Lalique

## Algemeen
In 23 Franse steden bevindt zich een Fonds régional d'art contemporain of FRAC, een collectie hedendaagse kunst, vaak in een modern museumgebouw ondergebracht.

### Parijs
- algemene informatie over musea en monumenten Parijs